# Parasenecio roborowskii
Parasenecio roborowskii là một loài thực vật có hoa trong họ Cúc. Loài này được (Maxim.) Y.L.Chen mô tả khoa học đầu tiên năm 1999.